# Tanapag
Tanapag ist eine Siedlung auf der Insel Saipan, Nördliche Marianen. Sie liegt am Tanapag Harbour bzw. Tanapag Beach an der Nordwestküste der Insel, nördlich von Capital Hill, dem Regierungszentrum der Inselgruppe, sowie an der Marpi Road (auch: Highway 30), die sich entlang der Nordwestküste der Insel erstreckt. Vorgelagert ist die Insel Mangahaha.

## Geschichte
Mit der Landung von Ferdinand Magellan wurde Saipan 1521 spanische und anschließend von 1899 bis 1914 deutsche Kolonie. Während der deutschen Kolonialherrschaft wurde die Straße von Tanapag nach Garapan, dem Verwaltungssitz der Insel, erbaut. 1914 während des Ersten Weltkriegs besetzten japanische Truppen die Insel und 1920 erhielt 
Japan das Gebiet als Japanische Südseemandat vom Völkerbund zugesprochen.
Während des Pazifikkrieges wurde der Hafen von Tanapag zunächst von der Kaiserlich Japanischen Marine (IJN) als Ankerplatz für Schiffe und als Basis für Wasserflugzeuge genutzt. Das Gebiet um Tanapag Beach war während der Schlacht um Saipan im Juni und Juli 1944 Schauplatz schwerer Kämpfe. Nach der Eroberung durch US Marines war der Ort erneut Ankerplatz und Wasserflugzeugbasis.
In 1944 und 1945 stationierte der Naval Air Transport Service der US Navy Personal an der Küste, um Fracht- und Passagiertransporte an Bord von Wasserflugzeugen abzuwickeln.

## Heute
Es gibt keine Hinweise mehr auf die Marinebasis, die ehemalige Wasserflugzeugbasis und die betonierte Notlandebahn wurde in das örtliche Straßennetz integriert.